# レッド・ライト
『レッド・ライト』（Red Lights）は、2012年のアメリカ合衆国・スペインのスリラー映画。監督はロドリゴ・コルテス、出演はキリアン・マーフィー、シガニー・ウィーバー、ロバート・デ・ニーロなど。超常現象のウソを暴いてきた科学者と、伝説の超能力者との駆け引きを描いている。

## ストーリー
大学で物理学を教えるマーガレット・マシスンと助手のトム・バックリーは、超能力の存在を疑問視する立場からその科学的な解明を行ない、巷で“超能力者”と呼ばれる者たちの嘘を次々と暴いていた。
ある日、40年前に一世を風靡し、その後表舞台から姿を消していた伝説の超能力者、サイモン・シルバーが活動再開を宣言した。トムはマーガレットにサイモンの調査を進言するが、彼女はかつてサイモンと対決して敗れた苦い過去から、トムに自制を求める。しかし、トムは忠告を振り切って、単独でサイモンの調査を始める。
すると、それを境にトムやマーガレットの周囲で不可解な現象が次々と起こり始める。

## キャスト
※括弧内は日本語吹替
- トム・バックリー博士: キリアン・マーフィー（桐本琢也）
- マーガレット・マシスン博士: シガニー・ウィーバー（塩田朋子）
- サイモン・シルバー: ロバート・デ・ニーロ（小川真司） - 伝説の超能力者。
- サリー・オーウェン: エリザベス・オルセン（うえだ星子）
- ベン: クレイグ・ロバーツ（河本啓佑）
- ポール・シャクルトン博士: トビー・ジョーンズ（魚建）
- モニカ・ハンセン: ジョエリー・リチャードソン（渡辺育子）
- レオナルド・パラディーノ: レオナルド・スバラグリア（丸山壮史）
- トレイシー・ノースロップ: ジーニー・スパーク（英語版）（竹内絢子）
- マイケル・シジウィック: ネイサン・オスグッド（真矢野靖人）
- サラ・シジウィック: マデリーン・ポッター（丸山雪野）
- スーザン・シジウィック: エロイーズ・ウェブ（ブリドカットセーラ恵美）
- リナ: エイドリアン・レノックス（英語版）（藏合紗恵子）
- コーエン: バーン・ゴーマン（金子修）
- 男子学生: ベンジャミン・ネイサン・セリオ（岡本未来）
- 超心理学者: ギャリック・ヘイゴン（板取政明）
- 司会者: ミッチェル・マレン（鏡優雅）

## 作品の評価
Rotten Tomatoesによれば、批評家の一致した見解は「印象的なキャストの才能を予測可能なミステリーで無駄にしてしまった『レッド・ライト』には、観客が何を求めているかを知る透視能力がない。」であり、94件の評論のうち高評価は30%にあたる28件で、平均点は10点満点中4.9点となっている。
Metacriticによれば、22件の評論のうち、高評価は3件、賛否混在は10件、低評価は9件で、平均点は100点満点中36点となっている。